# G.729.1
Le G.729.1 est une norme de compression audio de l'UIT-T. Ce codec est appelé large-bande car il permet de transporter la voix sur une bande passante plus grande que celle du téléphone analogique classique.
- Échantillonnage : 50 à 7000 Hz
- Bande passante sur le réseau : de 8 à 32 kbit/s

Cette norme a été lancée en 2006.